# Rue Dugommier (Nantes)
Pour les articles homonymes, voir rue Dugommier.
La rue Dugommier est une voie de Nantes, en France.

## Situation et accès
Située dans le centre-ville de Nantes, la rue Dugommier, qui relie la rue La Fayette à la place Newton, où elle rencontre les rues Marceau (au niveau du square Pascal-Lebée), Deshoulières et Camille-Berruyer, est bitumée et ouverte à la circulation automobile.

## Origine du nom
La rue est baptisée en hommage à Jacques François Dugommier (1738-1794), général français de la Révolution.

## Historique
Les bénédictines du Calvaire s'installent à Nantes, en 1623, sur le lieu dit alors « tenue des Ballues » ou « de la Motte Ballue ». Elles y fondent un couvent, qui s'étend entre les actuelles rue du Calvaire, rue Dugommier, et place Delorme. Le couvent, devenu caserne de la Légion nantaise en 1793, est vendu comme bien national en 1798. La place Delorme et la rue Dugommier sont créées sur l'emprise de l'ancien enclos des religieuses.
Les Jésuites s'installent à Nantes en 1837, d'abord rue Lenôtre, puis rue de Coutances. C'est en 1841 qu'ils s'installent, dans un bâtiment, situé à l'actuel no 9 de la rue, qui avait appartenu aux religieuses bénédictines. Les Jésuites construisent d'abord un petit édifice, la chapelle Sainte-Anne, puis une plus grande, entre 1854 et 1857, dont l'architecte est Magloire Tournesac, et qui conserve par la suite le nom de « chapelle des Jésuites ».
Les religieux quittent momentanément les lieux après la loi de séparation des églises et de l'État, en 1905. Ils se réinstallent lors de la Première Guerre mondiale. Les locaux sont aménagés en maison de retraite pour religieux.
En 1920, un institut catholique professionnel est fondé. Dix ans plus tard, il déménage, et s'installe à Saint-Sébastien-sur-Loire ; il devient ensuite le lycée professionnel La Joliverie.
La rue est frappée lors du bombardement du 23 septembre 1943 ; les bâtiments des Jésuites sont détruits, la chapelle des Jésuites est incendiée, la toiture en est détruite. La reconstruction est achevée en 1952.
Les Jésuites occupent les lieux jusqu'en 2003. En 2006, ils vendent l'ensemble du site. La maison de retraite, la bibliothèque et la sacristie sont transformées en appartements.
La chapelle quant à elle est partagée en volumes, avec la création d'un étage sur toute la surface de la nef, à la suite de la pose d'un plancher (sur toute sa longueur). L'étage de la nef, comprenant tous les vitraux est occupé depuis 2010 par le showroom de prêt- à-porter Yann Dreano.
Après être devenu un magasin de meubles (en 2008), puis un commerce spécialisé dans la vente de produits biologiques (en 2012) qui n'y restera que 6 mois, le rez-de-chaussée, voit l'arrivée (en 2015) de l'école de design MJM design.